# Гедонистическая адаптация
Гедонистическая адаптация (или гедонистическая беговая дорожка) — тенденция людей держаться на относительно стабильном уровне счастья, а также быстро возвращаться к этому уровню после серьёзных позитивных или негативных событий или изменений в жизни. 
Согласно этой теории, чем больше человек получает удовольствия, тем выше его ожидания и желания, что не приводит к счастью. Бирман и Кэмпбелл придумали этот термин в своём эссе «Гедонический релятивизм и формирование общественного благополучия».
В конце 1990-х годов эта концепция была модифицирована британским психологом Майклом Айзенком, чтобы стать нынешней «теорией гедонистической беговой дорожки», которая сравнивает стремление человека к счастью с человеком на беговой дорожке, который должен продолжать идти, чтобы остаться на том же месте. Эта концепция была упомянута писателем Святым Августином, который был процитирован в 1621 году, в книге Роберта Бертона «Анатомия меланхолии».
Гедонизм приобрёл значительный вес в позитивной психологии, где он был открыт и пересмотрен в дальнейшем. Учитывая то, что гедонистическая адаптация в целом демонстрирует несущественность влияния событий на долгосрочное счастье человека, позитивная психология озаботилась открытием вещей, которые могут привести к существенным изменениям в уровнях счастья.

## Теория
Гедонистическая адаптация — это процесс или механизм, который снижает аффективное воздействие эмоциональных событий. Как правило, гедонистическая адаптация включает в себя «контрольную точку» счастья, в соответствии с которой люди поддерживают счастье на одном уровне на протяжении всей жизни, несмотря на происходящие вокруг события.
Процесс гедонистической адаптации часто определяется, как однообразный механический труд, так как человек должен постоянно работать, чтобы поддерживать определённый уровень счастья. Другие определяют, что гедонистическая адаптация функционирует аналогично термостату (система отрицательной обратной связи), которая работает, чтобы поддерживать установленный уровень счастья индивидуума. Одна из основных проблем позитивной психологии заключается в определении того, как поддерживать или повышать уровень счастья, а также какие методы приводят к долговременному счастью.
Гедонистическая адаптация может протекать различными путями. Как правило, процесс включает в себя когнитивные изменения, такие как изменение ценностей, целей, внимания и интерпретации ситуации. Кроме того, нейрохимические процессы десенсибилизируют чрезмерно стимулированные гедонистические пути в головном мозге, что, возможно, предотвращает устойчиво высокие уровни сильных положительных или отрицательных чувств.
Процесс адаптации может также произойти через склонность людей строить сложные рассуждения для того, чтобы считать себя «обделёнными», социальный теоретик Грегг Истербрук называет это «отрицанием изобилия».